# NGC 2409
NGC 2409 is een open sterrenhoop in het sterrenbeeld Achtersteven. Het hemelobject werd op 12 februari 1836 ontdekt door de Britse astronoom John Herschel.